# Psolus phantapus
Psolus phantapus is een zeekomkommer uit de familie Psolidae. De wetenschappelijke naam van de soort werd in 1765 gepubliceerd door de Zweed Alexander Michael von Strussenfelt.

## Beschrijving
De zeekomkommer Psolus phantapus heeft een cilindrisch lichaam dat aan beide uiteinden is gebogen om een U-vorm te vormen. Ze worden wel 200 mm lang. Ze hebben een rechthoekige ventrale zool aan de basis waar de buisvoeten zich concentreren. De kleur varieert van geelbruin tot donkerbruin en zwart. Het heeft vijf paar oranje en witte tentakels. Samen met het voorste deel van het lichaam zijn ze bedekt met rode vlekken.

## Verspreiding en leefgebied
Psolus phantapus is te vinden in de Noordelijke IJszee en de Noordelijke Atlantische Oceaan van de Keltische Zee (Zuid-Ierland) tot aan Noorwegen en in de Noordzee. In het noordwesten van de Atlantische Oceaan, van Canada tot Cape Cod aan de noordoostkust van de Verenigde Staten. De soort is epifaunaal en gebruikt de ventrale zool om zich te hechten. Jonge exemplaren leven met hun zool vastgehecht aan rotsen of stenen, meestal gedeeltelijk begraven, soms op ook beschutte verticale rotswanden. Grotere individuen kunnen zichzelf eenvoudig ingraven in modderig zand met de zool naar beneden. Ze zijn te vinden op 4-500 meter diepte.